# Madame Joseph Schwartz
'Madame Joseph Schwartz' est un cultivar de rosier thé obtenu en 1880 par le rosiériste français Joseph Schwartz. Il est nommé en l'honneur de sa première épouse, morte de fièvre typhoïde. C'était une des roses préférées de l'écrivain russe Anton Tchekhov qui en possédait dans le jardin de sa villa de Yalta. Il est encore très répandu aux États-Unis et au Royaume-Uni.

## Description
Ce rosier a été présenté le 17 juillet 1880 par Schwartz à l'association horticole lyonnaise. Le buisson s'élève de 60 cm à 180 cm, pour 75 cm à 120 cm d'envergure, et peut être palissé. Ses fleurs blanches parfumées parfois légèrement nuancées d'ombres roses sont moyennes et doubles. Sa floraison est remontante.
Sa zone de rusticité est de 6b à 10b. Il s'agit d'un sport de 'Comtesse de Labarthe'. Ce rosier ne doit pas être taillé.